# Aurel Țicleanu
Aurel Țicleanu (ur. 20 stycznia 1959 w Teliucu) – rumuński piłkarz i trener, reprezentant kraju grający na pozycji pomocnika.

## Kariera klubowa
Nicolae urodził się w miejscowości Teliuc i w 1974 w tamtejszym zespole Metalurgistul Sadu rozpoczął swoją przygodę z futbolem. Profesjonalną karierę piłkarską rozpoczął w 1976 w zespole CS Universitatea Craiova. 
Z klubem dwukrotnie zdobywał Mistrzostwo Rumunii w latach 1979/1980 i 1980/1981 oraz 4 razy Puchar Rumunii w latach 1976/1977, 1977/1978, 1980/1981 i 1982/1983. Dotarł także do półfinału Pucharu UEFA w sezonie 1982/1983. W sumie w tym zespole grał przez 9 lat i w 232 spotkaniach strzelił 10 bramek. 
W 1985 przeszedł do zespołu Sportul Studențesc Bukareszt. Występował w nim do 1989 i w 105 spotkaniach strzelił 10 bramek. W 1989 wyjechał do stolicy Cypru, Nikozji, aby grać w miejscowym Olympiakosie, w którym w 1990 zakończył karierę piłkarską. 
| Sezon   | Klub                         | Kraj    | Rozgrywki                 | Mecze | Bramki |
| ------- | ---------------------------- | ------- | ------------------------- | ----- | ------ |
| 1976/77 | CS Universitatea Craiova     | Rumunia | Liga I                    | 9     | 0      |
| 1977/78 | CS Universitatea Craiova     | Rumunia | Liga I                    | 33    | 1      |
| 1978/79 | CS Universitatea Craiova     | Rumunia | Liga I                    | 19    | 0      |
| 1979/80 | CS Universitatea Craiova     | Rumunia | Liga I                    | 31    | 1      |
| 1980/81 | CS Universitatea Craiova     | Rumunia | Liga I                    | 29    | 2      |
| 1981/82 | CS Universitatea Craiova     | Rumunia | Liga I                    | 32    | 0      |
| 1982/83 | CS Universitatea Craiova     | Rumunia | Liga I                    | 32    | 1      |
| 1983/84 | CS Universitatea Craiova     | Rumunia | Liga I                    | 30    | 3      |
| 1984/85 | CS Universitatea Craiova     | Rumunia | Liga I                    | 17    | 2      |
| 1985/86 | Sportul Studențesc Bukareszt | Rumunia | Liga I                    | 28    | 2      |
| 1986/87 | Sportul Studențesc Bukareszt | Rumunia | Liga I                    | 27    | 2      |
| 1987/88 | Sportul Studențesc Bukareszt | Rumunia | Liga I                    | 26    | 4      |
| 1988/89 | Sportul Studențesc Bukareszt | Rumunia | Liga I                    | 24    | 3      |
| 1989/90 | Olympiakos Nikozja           | Cypr    | Protathlima A’ Kategorias | 10    | 0      |

## Kariera reprezentacyjna
Țicleanu po raz pierwszy w drużynie narodowej zagrał 29 sierpnia 1979 w meczu przeciwko reprezentacji Polski, zakończonym porażką 0:3. Țicleanu wystąpił w eliminacjach do Euro 1984 (5 spotkań) oraz Mistrzostw Świata 1982 (6 spotkań) i Mistrzostw Świata 1986 (1 mecz).
W 1984 został powołany przez selekcjonera Mirceę Lucescu na Mistrzostwa Europy. Podczas turnieju wystąpił w spotkaniach z Hiszpanią i RFN.
Po raz ostatni w koszulce reprezentacji Rumunii zagrał 17 marca 1986 w meczu przeciwko reprezentacji Iraku, zakończonym bezbramkowym remisem. Łącznie w latach 1979–1986 Țicleanu wystąpił w reprezentacji w 44 spotkaniach, w których strzelił dwie bramki.
| Mecze i gole w reprezentacji | Mecze i gole w reprezentacji | Mecze i gole w reprezentacji | Mecze i gole w reprezentacji | Mecze i gole w reprezentacji | Mecze i gole w reprezentacji | Mecze i gole w reprezentacji |
| #                            | Data                         | Miasto                       | Przeciwnik                   | Gol                          | Wynik                        | Rozgrywki                    |
| ---------------------------- | ---------------------------- | ---------------------------- | ---------------------------- | ---------------------------- | ---------------------------- | ---------------------------- |
| 1.                           | 29.08.1979                   | Warszawa                     | Polska                       |                              | 0:3                          | towarzyski                   |
| 2.                           | 30.03.1980                   | Belgrad                      | Jugosławia                   |                              | 0:2                          | Balkan Cup                   |
| 3.                           | 02.04.1980                   | Bukareszt                    | NRD                          |                              | 2:2                          | towarzyski                   |
| 4.                           | 18.05.1980                   | Brno                         | Czechosłowacja               |                              | 1:2                          | towarzyski                   |
| 5.                           | 27.08.1980                   | Bukareszt                    | Jugosławia                   |                              | 4:1                          | Balkan Cup                   |
| 6.                           | 24.09.1980                   | Oslo                         | Norwegia                     |                              | 1:1                          | El. MŚ 1982                  |
| 7.                           | 15.10.1980                   | Bukareszt                    | Anglia                       |                              | 2:1                          | El. MŚ 1982                  |
| 8.                           | 08.04.1981                   | Bukareszt                    | Polska                       |                              | 2:0                          | towarzyski                   |
| 9.                           | 03.06.1981                   | Bukareszt                    | Norwegia                     | Gol                          | 1:0                          | El. MŚ 1982                  |
| 10.                          | 09.09.1981                   | Bukareszt                    | Bułgaria                     |                              | 1:2                          | towarzyski                   |
| 11.                          | 23.09.1981                   | Bukareszt                    | Węgry                        |                              | 0:0                          | El. MŚ 1982                  |
| 12.                          | 10.10.1981                   | Bukareszt                    | Szwajcaria                   |                              | 1:2                          | El. MŚ 1982                  |
| 13.                          | 11.11.1981                   | Berno                        | Szwajcaria                   |                              | 0:0                          | El. MŚ 1982                  |
| 14.                          | 24.03.1982                   | Bruksela                     | Belgia                       | Gol                          | 1:4                          | towarzyski                   |
| 15.                          | 14.04.1982                   | Ruse                         | Bułgaria                     |                              | 2:1                          | towarzyski                   |
| 16.                          | 01.05.1982                   | Hunedoara                    | Cypr                         |                              | 3:1                          | El. Euro 1984                |
| 17.                          | 12.05.1982                   | Rosario                      | Argentyna                    |                              | 0:1                          | towarzyski                   |
| 18.                          | 16.05.1982                   | Lima                         | Peru                         |                              | 0:2                          | towarzyski                   |
| 19.                          | 18.05.1982                   | Ñuñoa                        | Chile                        |                              | 3:2                          | towarzyski                   |
| 20.                          | 15.07.1982                   | Suczawa                      | Japonia                      |                              | 4:0                          | towarzyski                   |
| 21.                          | 18.07.1982                   | Bukareszt                    | Japonia                      |                              | 3:1                          | towarzyski                   |
| 22.                          | 01.09.1982                   | Bukareszt                    | Dania                        |                              | 1:0                          | towarzyski                   |
| 23.                          | 08.09.1982                   | Bukareszt                    | Szwecja                      |                              | 2:0                          | El. Euro 1984                |
| 24.                          | 04.12.1982                   | Florencja                    | Włochy                       |                              | 0:0                          | El. Euro 1984                |
| 25.                          | 09.03.1983                   | Târgu Mureș                  | Turcja                       |                              | 3:1                          | towarzyski                   |
| 26.                          | 30.03.1983                   | Timișoara                    | Jugosławia                   |                              | 0:2                          | towarzyski                   |
| 27.                          | 09.06.1983                   | Solna                        | Szwecja                      |                              | 1:0                          | El. Euro 1984                |
| 28.                          | 24.08.1983                   | Bukareszt                    | NRD                          |                              | 1:0                          | towarzyski                   |
| 29.                          | 12.10.1983                   | Wrexham                      | Walia                        |                              | 0:5                          | towarzyski                   |
| 30.                          | 08.11.1983                   | Tel Awiw-Jafa                | Izrael                       |                              | 1:1                          | towarzyski                   |
| 31.                          | 12.11.1983                   | Limassol                     | Cypr                         |                              | 1:0                          | El. Euro 1984                |
| 32.                          | 07.02.1984                   | Algier                       | Algieria                     |                              | 1:1                          | towarzyski                   |
| 33.                          | 07.03.1984                   | Krajowa                      | Grecja                       |                              | 2:0                          | towarzyski                   |
| 34.                          | 11.04.1984                   | Oradea                       | Izrael                       |                              | 0:0                          | towarzyski                   |
| 35.                          | 14.06.1984                   | Saint-Étienne                | Hiszpania                    |                              | 1:1                          | Euro 1984                    |
| 36.                          | 17.06.1984                   | Lens                         | RFN                          |                              | 1:2                          | Euro 1984                    |
| 37.                          | 29.07.1984                   | Jassy                        | Chiny                        |                              | 4:2                          | towarzyski                   |
| 38.                          | 31.07.1984                   | Buzău                        | Chiny                        |                              | 1:0                          | towarzyski                   |
| 39.                          | 29.08.1984                   | Gera                         | NRD                          |                              | 1:2                          | towarzyski                   |
| 40.                          | 12.09.1984                   | Belfast                      | Irlandia Północna            |                              | 2:3                          | El. MŚ 1986                  |
| 41.                          | 14.03.1986                   | Bagdad                       | Irak                         |                              | 1:1                          | towarzyski                   |
| 42.                          | 17.03.1986                   | Bagdad                       | Irak                         |                              | 0:0                          | towarzyski                   |

## Kariera trenerska
Po zakończeniu kariery piłkarskiej Țicleanu rozpoczął karierę jako trener piłki nożnej. W 1991 roku po raz pierwszy przejął UT Arad. W 1992 został trenerem zespołu Oțelul Galați. Po dwóch meczach jako tymczasowy trener Universitatea Craiova objął drużynę Rumunii U-21. Kolejnymi miejscami pracy były Evagoras Pafos oraz Rocar Bucharest, który grał w Divizia B.
Już po kilku miesiącach został wyrzucony z Rocaru i jako trener wyjechał do Maroka, gdzie trenował Maghreb Fez. W 1999 Țicleanu wrócił do Rumunii i został asystentem trenera Astry Ploiești pod wodzą Costică Ștefănescu, zanim ponownie zatrudnił się w Oțelul Galați. 
Țicleanu pracował w Albanii w drużynie Partizana Tirana w 2002, zanim na kilka miesięcy został trenerem młodzieżowej reprezentacji Bangladeszu. W maju 2002 roku wrócił do Maghrebu Fezu, gdzie dotarł do finału Pucharu Maroka. W listopadzie 2002 ponownie przeniósł się do Albanii, gdzie 7 maja 2003 z Dinamo Tirana udało mu się zakwalifikować do finału Pucharu Albanii. Zaraz po meczu Țicleanu zrezygnował ze stanowiska. Pracował także w KS Lushnja.
Po powrocie do Rumunii Țicleanu początkowo został dyrektorem sportowym trzeciego ligowego klubu FC Ghimbav 2000, a latem 2004 przejął marokański klub Hassania Agadir. Jednakże umowa została rozwiązana za obopólnym porozumieniem w grudniu 2004. Na początku 2006 roku przeniósł się do Al-Sahel. W 2007 Țicleanu przejął na jeden sezon do ligowego rywala Al-Jahra. W lipcu 2008 podpisał kontrakt jako trener drużyny U-19 Asz-Szabab. 1 sierpnia 2009 Țicleanu ponownie został trenerem drużyny Al-Sahel. W marcu 2010 został zwolniony. Od 25 czerwca 2010 był trenerem Universitatea Craiova, ale został zwolniony przez Adriana Mititelu 22 sierpnia 2010.
5 lipca 2011 rozpoczął pracę w Ohud Medina, w którym pracował do połowy grudnia 2011, a w połowie lutego 2012 podpisał trzymiesięczny kontrakt z Al-Tadamon. W marcu 2013 Țicleanu pracował w Corona Braszów jako dyrektor techniczny. 19 sierpnia 2013 Țicleanu zastąpił Adriana Szabo na stanowisku trenera pierwszoligowego klubu FC Brașov. 
W czerwcu 2016 Țicleanu objął stanowisko trenera w Qatar SC, zastępując Sebastião Lazaroniego. Pod koniec roku ponownie opuścił klub. W lutym 2018 roku został trenerem reprezentacji Rumunii do lat 17. Było to ostatnie miejsce, w którym Țicleanu pracował.

## Sukcesy

### Zawodnik
Universitatea Craiova
- Mistrzostwo Liga I (2): 1979/80, 1980/81
- Puchar Rumunii (4):  1976/77, 1977/78, 1980/81, 1982/83

### Trener
Maghreb Fez
- Finał Pucharu Maroka (1): 2001/02

Dinamo Tirana
- Puchar Albanii (1): 2002/03